# Церква Пресвятої Трійці (Шили)
Церква Пресвятої Трійці в Шилах — парафія і храм греко-католицької та православної громад у селі Шили Тернопільського району Тернопільської области.

## Історія церкви
У селі Шили, за переказами, на місці, де сьогодні стоїть кам'яна церква, раніше була дерев'яна, яка згоріла.
У 1872 році було збудовано церкву Пресвятої Трійці. На місці, де стояла колишня церква, священник о. Вербицький наказав встановити плиту та кам'яний хрест.
У 1939 році в селі відбувалася молитовна місія, на згадку про яку перед церквою встановили дерев'яний хрест. На честь проголошення незалежності України громада села у 1991 році встановила біля храму символічний хрест.
З 1946 по 1993 рік парафія і храм належали до Російської православної церкви. У 1993 році о. Степан Мочук перевів парафію в лоно УГКЦ.
Через міжконфесійний конфлікт, що тривав з 1993 по 2005 рік, громада УГКЦ була змушена проводити богослужіння біля дверей зачиненого храму. З 2006 року відправи відбуваються в храмі почергово з віруючими УАПЦ.
У 2007 році до храму привезли Ікону Зарваницької Божої Матері, яка благословила громаду села.

## Парохи
УГКЦ
- о. Вербицький,
- о. Степан Головацький,
- о. Проник,
- о. Онуфрій Чубатий,
- о. Олександр Голінастий,
- о. Северин Савчак,
- о. Іван Забава,
- о. Семен Чепіль,
- о. Юрій Бідний,
- о. Кисіль,
- о. О. Марусяк,
- о. Чорний,
- о. Ржепецький,
- о. Процишин,
- о. Роман Сливка,
- о. Володимир Хома,
- о. Григорій Хома,
- о. Степан Мочук,
- о. Михайло Коцкович (з 1994).